# Zakrzewko (Nowy Tomyśl)
Pour les articles homonymes, voir Zakrzewko.
Zakrzewko (prononciation : [zaˈkʂɛfkɔ]) est un village polonais de la gmina de Zbąszyń dans le powiat de Nowy Tomyśl de la voïvodie de Grande-Pologne dans le centre-ouest de la Pologne.
Il se situe à environ 4 kilomètres au sud-est de Zbąszyń (siège de la gmina), à 15 kilomètres au sud-ouest de Nowy Tomyśl (siège du powiat) et à 67 kilomètres à l'ouest de Poznań (capitale régionale).

## Histoire
De 1975 à 1998, le village faisait partie du territoire de la voïvodie de Zielona Góra.

Depuis 1999, Zakrzewko est situé dans la voïvodie de Grande-Pologne.
Le village possède une population de 216 habitants en 2011.